# Paradoxul soriților

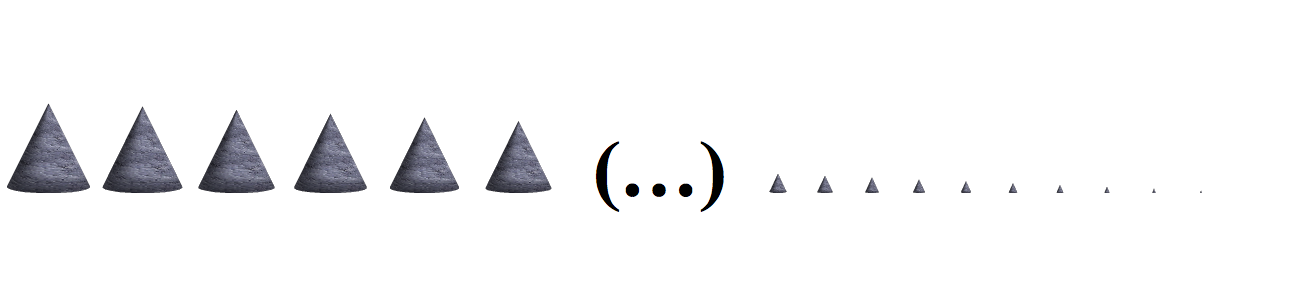
Modificarea în dimensiune între cele două grămezi „mari“ consecutive (stânga) este de două ori mai mare decât modificarea între cele două grămezi „mici“ consecutive (dreapta), si chiar asa fiind, se vede a fi, extrem de puțin semnificativă.

Paradoxul grămezii (sau paradoxul soriților, sorites (σωρείτης) în greacă înseamnă "grămadă", "morman") este un paradox care apare atunci când oamenii își folosesc "simțul comun" asupra unor concepte vagi, întrebând, de exemplu: În ce moment un morman de nisip, încetează să mai fie un morman, atunci când ii eliminam din grăunțe?
Mai precis, paradoxul apare pentru că în timp ce bunul simț ne sugerează că grămezile de nisip au următoarele proprietăți, aceste proprietăți sunt inconsistente:
1. Două sau trei boabe de nisip nu constituie o grămadă.
2. Un milion de grăunțe de nisip puse împreună, sigur ca dă , o grămadă.
3. Dacă n fire de nisip nu formează o grămadă, atunci nici ceea ce va rezulta din (n+1) boabe nu va constitui o grămadă.
4. Dacă n boabe de nisip constituie o grămadă, acelasi lucru il vor constitui si (n−1) grăunțe de nisip..

Dacă vom aplica inducția matematică, putem dovedi că cea de-a treia proprietate, împreună cu prima implică faptul că un milion de boabe de nisip nu formează o grămadă, în contradicție cu cea de-a doua proprietate. În mod similar, combinarea celei de-a doua și celei de-a patra proprietate arată că două sau trei boabe în sine sunt o grămadă, în contradicție cu prima proprietate.
Contradicția se descoperă prin examinarea proprietăților de mai sus. Ultimele două exprimă clar ideea că există o separație clară între ceea ce este o grămadă și ce nu este o grămadă. Cu toate acestea, toate patru luate împreună, implică faptul că un ansamblu de boabe de nisip pot fi clasificate fără nici o problema ca o "grămadă" sau ca un "morman".
Ceea ce arată acest  paradox este că aceste două idei sunt contradictorii. Asta înseamnă că, o persoană nu poate afirma, atunci când sunt de clasificare a X:
1. Nu există o limită clară care sa separe  X care sunt Y de acei X care nu sunt Y.
2. Fiecare dintre X se pot clasifica ca Y, sau, ca non Y

## Istoria acestui paradox
Argumentul soriților este unul din multele paradoxuri atribuite lui Eubulides din Milet⁠(d), filozof grec din școala megárica. Unele surse datând de la Zenon din Eleea. În perioada elenistică, scepticii⁠(d) au folosit paradoxul pentru a arăta punctele slabe ale sistemelor dogmatice ca stoice.
Acest paradox a fost folosit de Samuel Beckett , în unele dintre piesele sale de teatru, ca de exemplu în zilele fericite.